# León Castillo
León Castillo (Florentino Pérez Sánchez nació en Madrid, el 13 de enero de 1889 se crio y educó en Asturias, en un pueblecito del concejo de Onís (El Pedroso), de donde eran naturales sus padres. En 1924 lanzó la iniciativa para crear la "Fiesta de la Poesía Asturiana", y “El día de la Música Asturiana”.

## Reseña biográfica[2]

### Infancia
Cumplidos los 10 años hizo el ingreso en el Instituto del Cardenal Cisneros, de Madrid.
Por la muerte de sus cuatro hermanos en Madrid obligaron, a sus padres a trasladarse a Asturias. 
A los 12 años se despertaron en el dos aficiones, si no incompatibles, porque suelen ir unidas con frecuencia en la vida española de tendencia esencial bastante opuesta, como son la milicia y la poesía. De esa época le quedó alguna, la altisonancia ápice que vibró en su cuerda patriótica.

### Comienzos
En 1910 se hizo maestro de escuela. Desempeñó este cargo durante tres años en las escuelas de Nuestra Señora de Covadonga de Gijón; más tarde, la dirección de las escuelas del Ateneo del Llano por espacio de 10 años, y de aquí pasó al Colegio de 2ª Enseñanza de Laviana, donde explicó diversas asignaturas, entre ellas las de Pedagogía y Lengua Española, llegando a dirigir en Gijón un colegio propio de 1ª y 2ª Enseñanza.
A los 16 años empezó a escribir en los semanarios locales El Independiente, y en El Intransigente de tendencia opuesta al primero. Difícil es recordar los periódicos y revistas en que, a partir de esta fecha, empezó a colaborar, pero pasan, seguramente de cincuenta el número de ellos. Sin embargo, los de colaboración más asidua son la revista “Asturias” de La Habana; “Heraldo de Asturias” , de Buenos Aires; “Región”, “El Carbayon” y “Voz de Asturias” de Oviedo, donde inició y llevó a cabo la campaña a favor de “Pepín de Pría”, ”El Pueblo de Llanes”, “ El Noroeste” y “La Prensa” de Gijón la revista regional “Asturias” y, en fin, no hay periódico en la provincia en que no haya colaborado con frecuencia durante más de veinte años y con diferentes seudónimos. Los más empleados de estos son León Castillo, Fernán de Costa Rica, Florín, Pelayo Montesinos, El Dómine Zurra, El Hombre que Ríe, etc.… apareciendo también multitud de trabajos literarios anónimos de los que se aprovecharon algunos “randas” intelectuales para firmarlos con su nombre. Puede calcularse que habrá escrito poesías y artículos literarios para publicar cinco o seis volúmenes, pero la escasez de medios pecuniarios le impidió hacerlo por su cuenta hasta ahora.

### Auge
Tanta actividad literaria fue recompensada en diversos concursos regionales. En 1916 fue premiado con el primer accésit en el Certamen Literario de Salinas por una poesía de carácter patriótico titulada “La Herencia de la Raza”. En 1.919 con otro accésit en Alicante por una poesía épica que llevaba por título “La Epopeya de las Carabelas”.
En 1927 le fue otorgado el 1º premio en el Certamen de Avilés por otra poesía titulada “Canto a Avilés” y en el 1929 el 2º premio en el concurso de Cuentos organizado por el “Carbayon” por uno titulado “La Astucia de Pachu´l Peritu”, amén de otras composiciones y trabajos en prosa 
El teatro, sin embargo, fue una de sus mayores devociones literarias y artísticas. En 1915 logró estrenar en el Dindurra de Gijón, y por la compañía de José Morcillo “Los ojos de la Esfinge” drama en un acto y en prosa, que obtuvo le aprobación del público.
Esta misma obra fue representada con éxito en Burdeos varias veces En el teatro de Saint Paul de esta misma ciudad estrenó “El Incendiario” drama de espionaje, en el que demostraba su simpatía por los aliados; “En Burdeos se formó la gorda” sainete por el que desfilan tipos y tipejos de la colonia española de aquella ciudad sin que se librara de ello el propio cónsul, que llegó a prohibir las representaciones de dicha obra. Y lo más curioso del caso es que todo esto lo hacía sin moverse de Gijón, con solo datos que le suministraba su empresario.
Así mismo estrenó “La Verbena de la Soledá o los Playos de Cimadevilla” y “Los del Sábanu o no hay pueblu como este” sainete de costumbres locales que obtuvieron éxito clamoroso cuántas veces se representaron en los teatros de la provincia.
En 1910 publicó su primer libro en verso titulado “Poema de Guerra”, que dedicó al Ayuntamiento de Oviedo y cuya edición se agotó completamente; es un volumen de cuarenta páginas en las que se evocan los hechos más heroicos llevados a cabo por el cabo Luis Noval y los soldados españoles en la guerra de Melilla. En 1926 se publicaron “Los del Sábanu” o “No hay pueblu como este”; y en este mismo año, en folletón de un periódico de Villaviciosa, una novela corta titulada “El Carnaval de la Vida” y en 1.925 la “Antología de poetas Asturianos y a la que puso el prólogo, y que contiene lo más selecto de literatura regional. En 1924 lanzó la iniciativa para crear la Fiesta de la Poesía Asturiana y después de una entusiasta campaña en los periódicos de la provincia, se celebró con gran esplendidez en el teatro Jovellanos, interviniendo en ella elementos de gran prestigio y repitiéndose en años sucesivos en otros teatros de la región. A continuación y siendo secretario de los coros Armonías de la Quintana, organizó también “El día de la Música Asturiana” que se celebró en el Dindurra, actuando de mantenedor el gran folklorista Sr. Torner y repitiéndose después en Avilés, Sama, Villaviciosa, etc.…
Fue secretario y miembro de la Real Academia Asturiana de las Artes y las Letras. 
Actualmente, se puede encontrar parte de su obra original y archivos relacionados con ella, en el Museo del Pueblo de Asturias.

## Obras
- Poema de guerra
- Los ojos de la esfinge
- La soledad o los Playos de Cimadevilla
- La riada
- El carnaval de la vida
- El abogau de Caleyes